# Waldron Glacier
Waldron Glacier är en glaciär i Antarktis. Den ligger i Östantarktis. Australien gör anspråk på området. Waldron Glacier ligger 99 meter över havet.
Terrängen runt Waldron Glacier är platt åt nordväst, men åt sydost är den kuperad. Havet är nära Waldron Glacier västerut. Trakten är obefolkad. Det finns inga samhällen i närheten.